# Puterea a șaptea
În aritmetică și algebră, puterea a șaptea a unui număr n este rezultatul înmulțirii de șapte ori a lui n cu el însuși, adică:
{\displaystyle n^{7}=n\times n\times n\times n\times n\times n\times n.}
Valoarea puterii a șaptea a unui număr se poate abține și prin înmulțirea numărului cu puterea a șasea a sa, prin înmulțirea pătratului său cu puterea a cincea a sa, sau prin înmulțirea cubului său cu puterea a patra a sa.
Șirul valorilor puterii a șaptea a numerelor naturale este:
0, 1, 128, 2187, 16384, 78125, 279936, 823543, 2097152, 4782969, 10000000, 19487171, 35831808, 62748517, 105413504, 170859375, 268435456, 410338673, 612220032, 893871739, 1280000000, 1801088541, 2494357888, 3404825447, 4586471424, 6103515625, 8031810176, ...

## Proprietăți
Leonard Eugene Dickson a studiat generalizările problemei Waring pentru puterile a șaptea, arătând că fiecare număr întreg nenegativ poate fi reprezentat ca o sumă de cel mult 258 de numere la puterea a șaptea nenegative (17 este 1, iar 27 este 128). Aproape toate numerele întregi pozitive pot fi exprimate ca suma a cel mult 46 de numere la puterea a șaptea. Dacă sunt permise puteri negative, sunt necesari doar 12 termeni.
Cel mai mic număr care poate fi reprezentat în două moduri diferite ca o sumă de patru termeni pozitivi la puterea a șaptea este 2056364173794800.
Cel mai mic număr la puterea a șaptea care poate fi reprezentat ca o sumă de opt numere la puterea a șaptea este:
{\displaystyle 102^{7}=12^{7}+35^{7}+53^{7}+58^{7}+64^{7}+83^{7}+85^{7}+90^{7}.}
Cele două exemple cunoscute ale unor numere la puterea a șaptea reprezentate printr-o sumă de șapte numere la puterea a șaptea sunt:
{\displaystyle 568^{7}=127^{7}+258^{7}+266^{7}+413^{7}+430^{7}+439^{7}+525^{7}} (M. Dodrill, 1999)
și
{\displaystyle 626^{7}=625^{7}+309^{7}+258^{7}+255^{7}+158^{7}+148^{7}+91^{7}} (Maurice Blondot, 11/14/2000)
iar orice exemplu cu mai puțini termeni în sumă ar fi un contraexemplu la conjectura lui Euler, care în prezent se știe că este falsă doar pentru puterile 4 și 5.